# Уотсон, Бен
Бен Уотсон (англ. Benjamin "Ben" Watson; род. 9 июля 1985, Лондон) — английский футболист, полузащитник.

## Карьера
С 2003 по 2009 год выступал за «Кристал Пэлас», был ведущим полузащитником. 26 января 2009 года подписал контракт с клубом «Уиган Атлетик». Примерная сумма трансфера составила £2 миллиона. Свой первый матч провёл 31 января 2009 года, выйдя на замену на 78-й минуте против «Астон Виллы». Первый гол забил 14 марта 2009 года в матче против «Сандерленда».
11 мая 2013 года в финале Кубка Англии 2012/13 против клуба «Манчестер Сити» Бен Уотсон вышел на 81-й минуте на поле и забил единственный гол на последних минутах матча, принеся «Уигану» первый в истории Кубок Англии и путёвку в еврокубки.

## Достижения
«Уиган Атлетик»
- Обладатель Кубка Англии: 2012/13